# Laurie Leshin

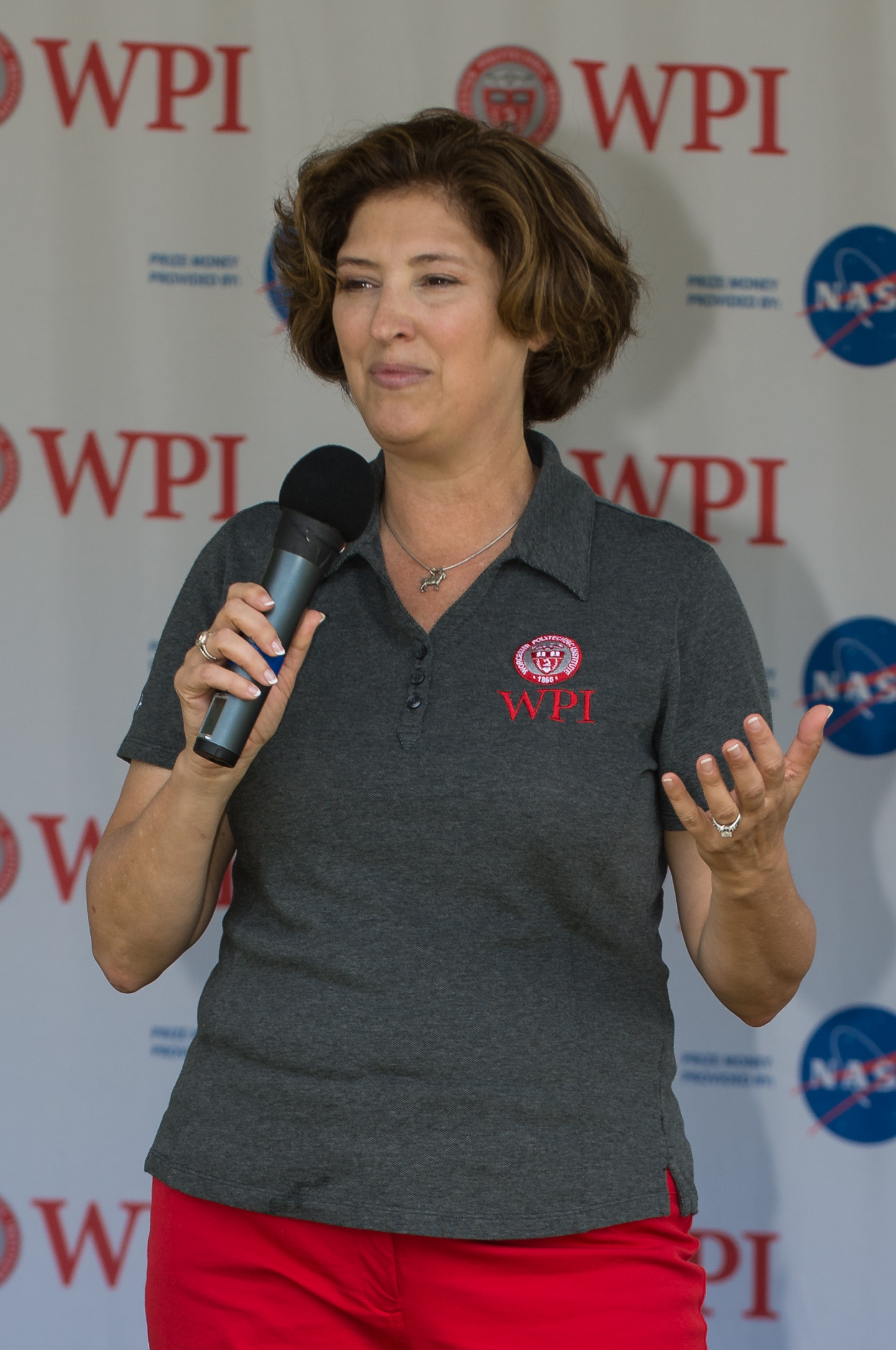
Laurie Leshin, 2015

 Laurie Leshin  (* 1966) ist eine US-amerikanische Geochemikerin, Weltraumwissenschaftlerin und Hochschulpräsidentin. Sie wurde 2014 die erste Präsidentin des Worcester Polytechnic Institute und wurde 2022 als die erste Direktorin des Jet Propulsion Laboratory (JPL) ernannt.

## Leben und Werk
Leshin wuchs in Arizona auf und erwarb 1987 ihren Bachelor of Science in Chemie an der Arizona State University und 1989 am California Institute of Technology ihren Master-Abschluss. Sie promovierte dort 1994 in Geochemie bei Edward M. Stolper mit der Dissertation: The Abundance and Hydrogen Isotopic Composition of Water in SNC Meteorites: Implications for Water on Mars.
Anschließend war sie bis 1996 Postdoctoral Fellow des Präsidenten der University of California im Department of Earth and Space Sciences an der University of California, Los Angeles (UCLA) und von 1996 bis 1998 war sie WW Rubey Faculty Fellow im Department of Earth and Space Sciences der UCLA.
Von 1998 bis 2001 forschte sie als Assistenzprofessorin an der Arizona State University (ASU) und wurde dort 2001 Dee and John Whiteman Dean’s Distinguished Professor of Geological Sciences. 2003 wurde sie Direktorin des Center for Meteorite Studies der ASU, welches die größte universitäre Meteoritensammlung der Welt beherbergt. Sie leitete Forschungs-, Bildungs- und Kurationsaktivitäten. An der ASU leitete sie auch die Entwicklung einer neuen Schule für Erd- und Weltraumforschung, die Erd-, Planeten- und Astrophysik mit Systemtechnik in einer national einzigartigen interdisziplinären akademischen Einheit kombinierte.
Im Jahr 2004 war Leshin Mitglied der Kommission von Präsident George W. Bush zur Umsetzung der Weltraumforschungspolitik der Vereinigten Staaten, einer neunköpfigen Kommission, die den Auftrag hatte, den Präsidenten bei der Umsetzung seiner neuen Vision für die Weltraumforschung zu beraten.
Von 2005 bis 2007 war Leshin Director of Sciences and Exploration Directorate am Goddard Space Flight Center der NASA. Von 2008 bis 2009 war sie stellvertretende Zentrumsdirektorin für Wissenschaft und Technologie bei Goddard. In dieser Position beaufsichtigte sie die Strategieentwicklung am Zentrum und leitete einen integrativen Prozess zur Formulierung zukünftiger Wissenschafts- und Technologieziele sowie ein integriertes Investitionsprogramm. Zusammen mit anderen leitenden Managern von NASA Goddard war sie verantwortlich für die effektive Durchführung der Programme des Zentrums in Höhe von 3 Milliarden US-Dollar und die Sicherstellung der wissenschaftlichen Integrität von Erdbeobachtungsmissionen, weltraumgestützten Teleskopen wie dem James-Webb-Weltraumteleskop und Instrumenten zur Erforschung der Sonne, Mond, Merkur, Mars, Saturn, Kometen und mehr. Ab 2010 war Leshin stellvertretende Administratorin des Exploration Systems Mission Directorate der NASA, wo sie eine führende Rolle bei den zukünftigen bemannten Raumfahrtbemühungen der NASA spielte. Zu ihren Aufgaben gehörte die Überwachung der Planung und Ausführung der nächsten Generation von bemannten Erkundungssystemen sowie der Forschungs-, Robotik- und Zukunftsfähigkeitsentwicklungsaktivitäten, die diese unterstützen. Sie war auch an der Initiierung der Entwicklung kommerzieller bemannter Raumfahrtfähigkeiten in erdnahen Umlaufbahnen beteiligt.
Von 2011 bis 2014 war Leshin Dekanin der School of Science und Professorin für Erd- und Umweltwissenschaften am Rensselaer Polytechnic Institute, wo sie das wissenschaftliche akademische und Forschungsunternehmen leitete.
Im Februar 2013 berief Präsident Barack Obama sie in den Beirat des Smithsonian National Air and Space Museum, und später im selben Jahr wurde sie von dem damaligen Verkehrsminister Ray LaHood in den Beirat der United States Merchant Marine Academy berufen. Sie ist Mitglied des Ausschusses für Astrobiologie und Planetenwissenschaft des National Research Council (Vereinigte Staaten) und Vorsitzende des Beirats für den Thriving Earth Exchange der American Geophysical Union.
2014 wurde Leshin zur 16. Präsidentin des Worcester Polytechnic Institute ernannt und war die erste Präsidentin in der 150-jährigen Geschichte der Universität. 2022 wurde Leshin als erste Frau zur Direktorin des JPL ernannt. Das JPL ist ein staatlich finanziertes Forschungs- und Entwicklungszentrum für Weltraumforschung, wurde 1936 gegründet und wird seit 1958 von Caltech im Auftrag der NASA verwaltet.
Leshin ist mit dem Astrophysiker Jon Morse verheiratet.

## Auszeichnungen und Ehrungen
- Leshin erhielt 2004 die NASA Distinguished Public Service Medal für ihre Arbeit in der Presidential Commission und 2011 die NASA Outstanding Leadership Medal für ihre Arbeit bei der NASA.
- 1996 war sie die erste Empfängerin des Nier-Preises der Meteoritical Society, der an einen Wissenschaftler unter 35 Jahren für herausragende Forschung in der Meteoritik oder Planetenwissenschaft verliehen wird.
- Die Internationale Astronomische Union würdigte ihre Beiträge zur Planetenwissenschaft mit der Benennung des Asteroiden 4922 Leshin.[9]

## Veröffentlichungen (Auswahl)
- mit SamuelEpsteinEdward M.Stolper: Hydrogen isotope geochemistry of SNC meteorites. Geochimica et Cosmochimica Acta, Volume 60, 1996.
- mit Caroline Freissinet et al.: Organic molecules in the Sheepbed Mudstone, Gale Crater, Mars. The Journal of Geophysical Research Planets 120(3), S. 495–514, 2015.
- mit J. P. Grotzinger, D. Y. Sumner et al.: A Habitable Fluvio-Lacustrine Environment at Yellowknife Bay, Gale Crater, Mars. Science 343(6169), 2014.